# Peter Rasmus Krag

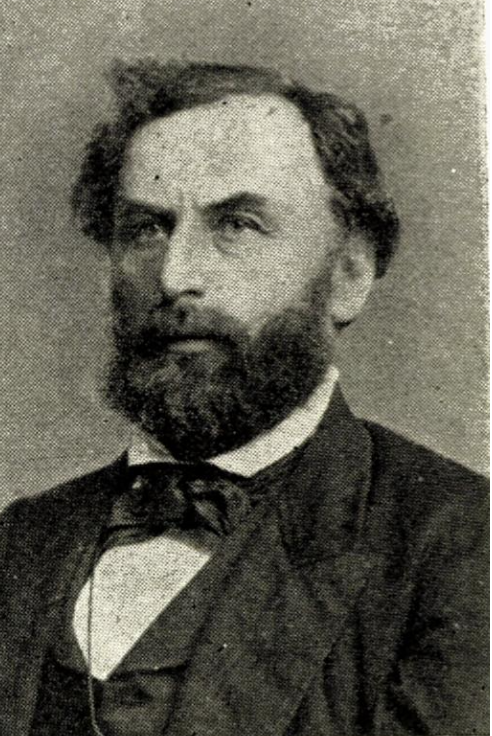

Peter Rasmus Krag, född 12 maj 1825 i Grong, död 16 april 1891 i Kristiania, var en norsk ingenjörofficer. Han var son till Hans Peter Schnitler Krag, bror till Hans Hagerup och Ole Herman Krag samt far till Thomas Peter och Vilhelm Krag.
Krag blev officer 1845 och kapten i ingenjörbrigaden 1870. Han ledde som arbetschef anläggningen av en rad kanaler och vägar. Han var ledamot av Stortinget 1859–66 och 1877–82 och gav i en motion där 1860 impulsen till stiftandet av Centralforeningen for Udbredelse af Legemsøvelser og Vaabenbrug.